# Energija Riga
El Energija Riga fue un equipo de fútbol de Letonia que alguna vez jugó en la Virsliga, la primera división de fútbol en el país.

## Historia
Fue fundado en el año 1965 en la capital Riga con el nombre ESR Riga, y representaba a la compañía de luz de Riga, e hizo su debut en el fútbol de Letonia en 1966, ganando el título de la Virsliga en sus dos primeras temporadas de existencia. El club adoptó el nombre Enerģija Rīga en 1968 y se volvió uno de los mejores clubes de Letonia, volviendo a ganar la liga en el año 1976 y 1977.
En 1987 cambió su nombre por el de FK Apgaismes tehnika, aunque no volvió a ser el club dominante de antes, sobreviviendo hasta la caída de la Unión Soviética, jugando la última temporada de la Virsliga bajo dominio soviético.
En 1991 el club se declara en bancarrota y desaparece.

## Palmarés
- Latvian league winners: 4

1966, 1967, 1976, 1977
- Latvian Cup: 1

1982

## Jugadores

### Jugadores destacados
- Anatoli Kondratenko
- Jānis Dreimanis
- Jurijs Andrejevs
- Nikolajs Jermakovs
- Ronalds Žagars